# 杜布納河 (道加瓦河流域)
杜布納河是拉脫維亞的河流，位於該國東部，屬於道加瓦河的右支流，河道全長105公里，流域面積2,785平方公里，發源自克拉斯拉瓦區，最終在利瓦尼注入道加瓦河。